# Полет 624 на „Еър Канада“
Полет 624 на „Еър Канада“ е редовен вътрешен пътнически полет от международното летище „Торонто Пиърсън“, Онтарио, до международното летище „Халифакс Станфийлд“, Халифакс, Нова Скотия, Канада, управляван от „Еър Канада“. На 29 март 2015 г. самолетът „Еърбъс А320-211“, който изпълнява полета, се удря в земята при приземяване близо до пистата на летището в Хлифакс, в резултат на което машината е сериозно повредена. Десният двигател е напълно унищожен, предният колесник е отделен от фюзелажа, крилата и опашката също получават много щети. При инцидента са ранени 26 души от общо 138 пътници и екипаж на борда на машината.
Разследването установява, че няма механични повреди, отговорни за инцидента, но идентифицира други фактори. Процедурата за кацане на авиокомпанията дава право на пилотите да разчитат прекалено много на автоматизацията на самолета и това довежда до прекомерна загуба на височина. Екипажът няма задължение да следи надморската височина на самолета спрямо пистата, когато предприема последен заход за кацане. Капитанът и първият офицер не реагират на факта, че автопилотът избира траектория със стръмен вертикален ъгъл, което причинява падане под минималната безопасна височина. Ограничената видимост също допринася за поредицата от грешки.
Пострадалите при катастрофата завеждат групов иск срещу „Еър Канада“, летището в Хлифакс, NAV Канада, отдела по транспорт в Канада, „Еърбъс“ и пилотите на самолета. Към 2024 г. делото все още е в ход с насрочени заседания за 2026 г. „Еър Канада“ завежда дело срещу „Еърбъс“; авиокомпанията твърди, че производителят на самолета „не е успял да идентифицира недостатъците на Еърбъс А320“, които включват некомандирано спускане под предварително програмираната траектория на самолета.